# Patrice Beaucourt de Noortvelde

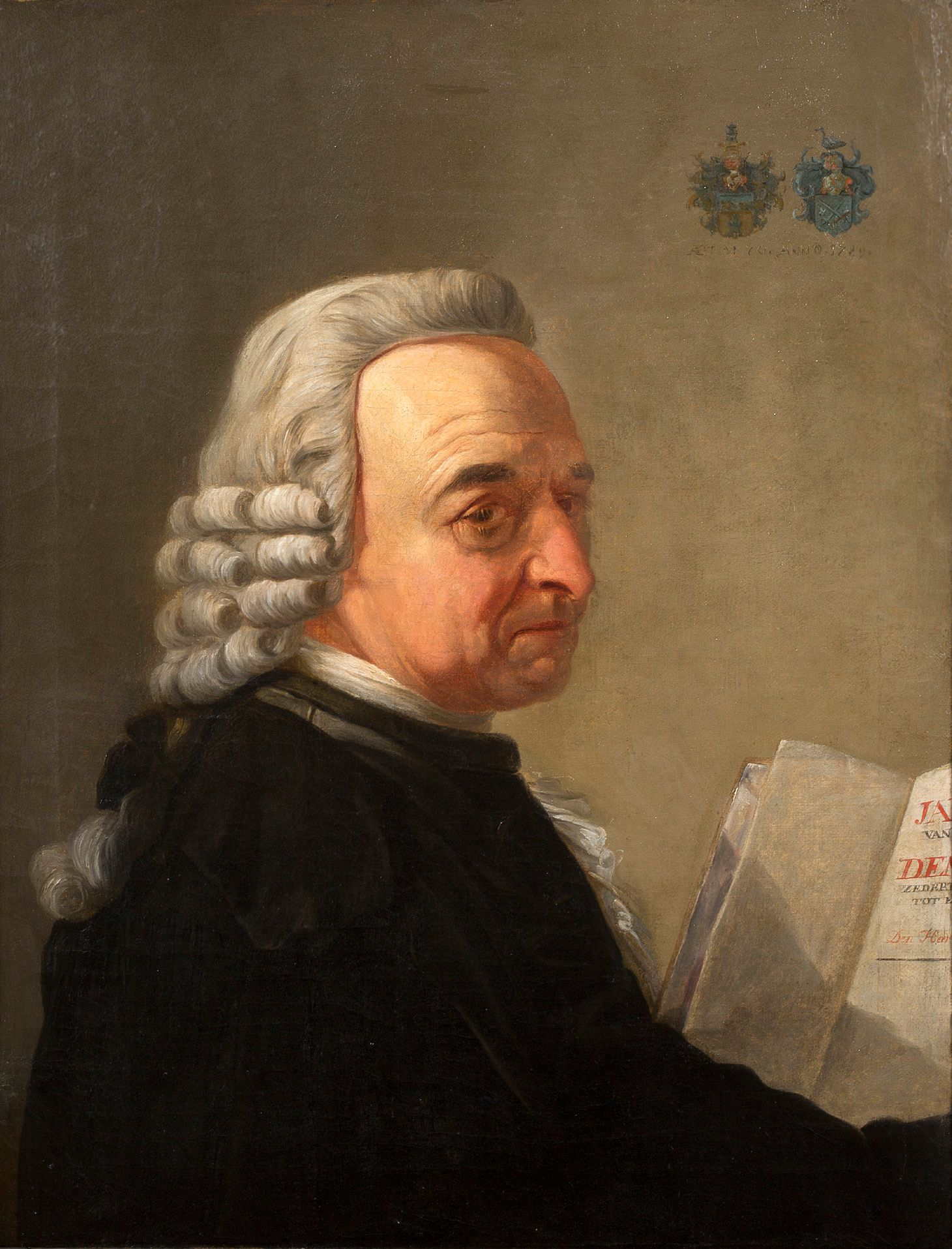
Portret van Patrice Beaucourt de Noortvelde, 1789, door Joseph-Benoit Suvée

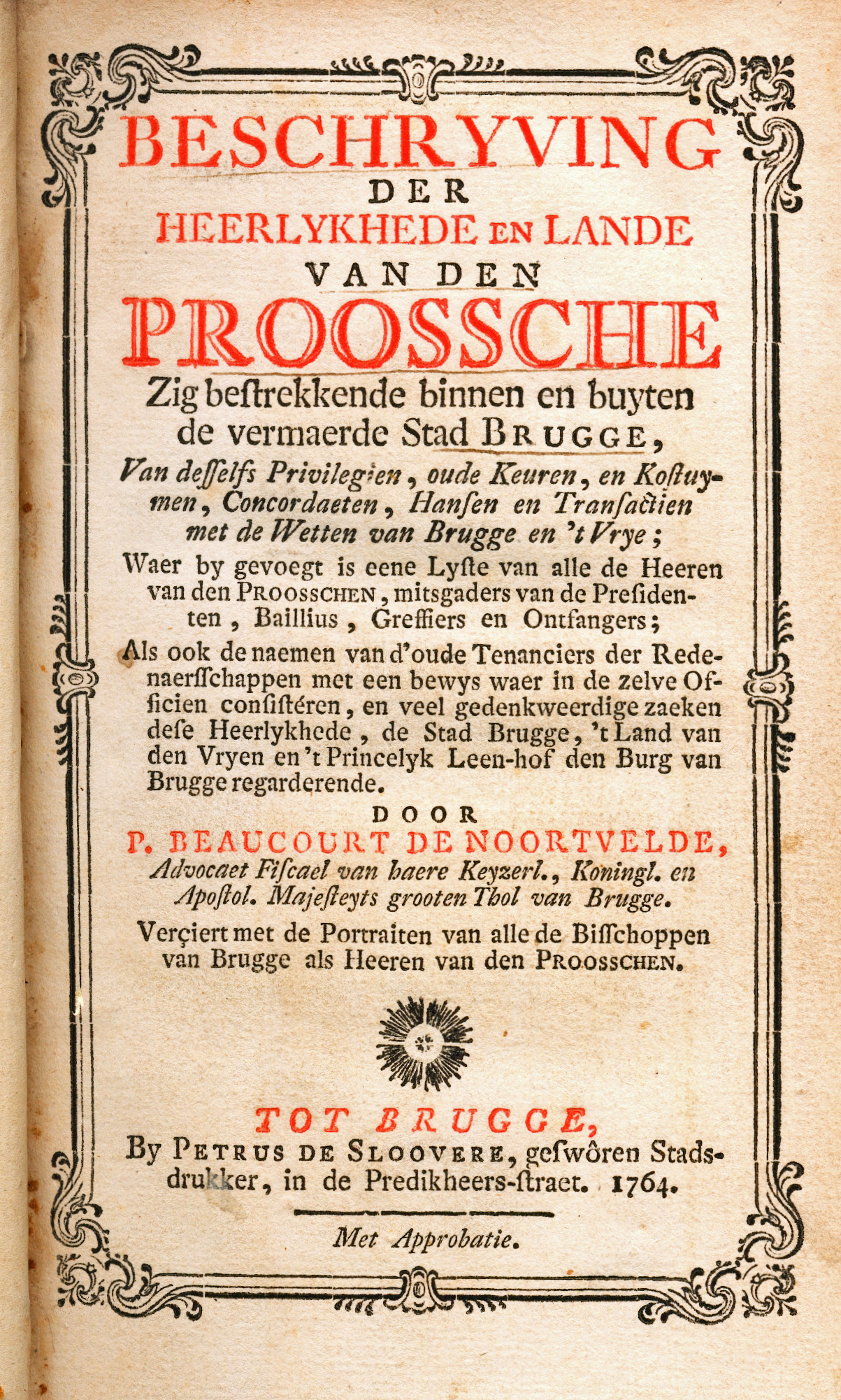
Titelpagina van Beschryving der heerlykhede en lande van den Proossche (1764)

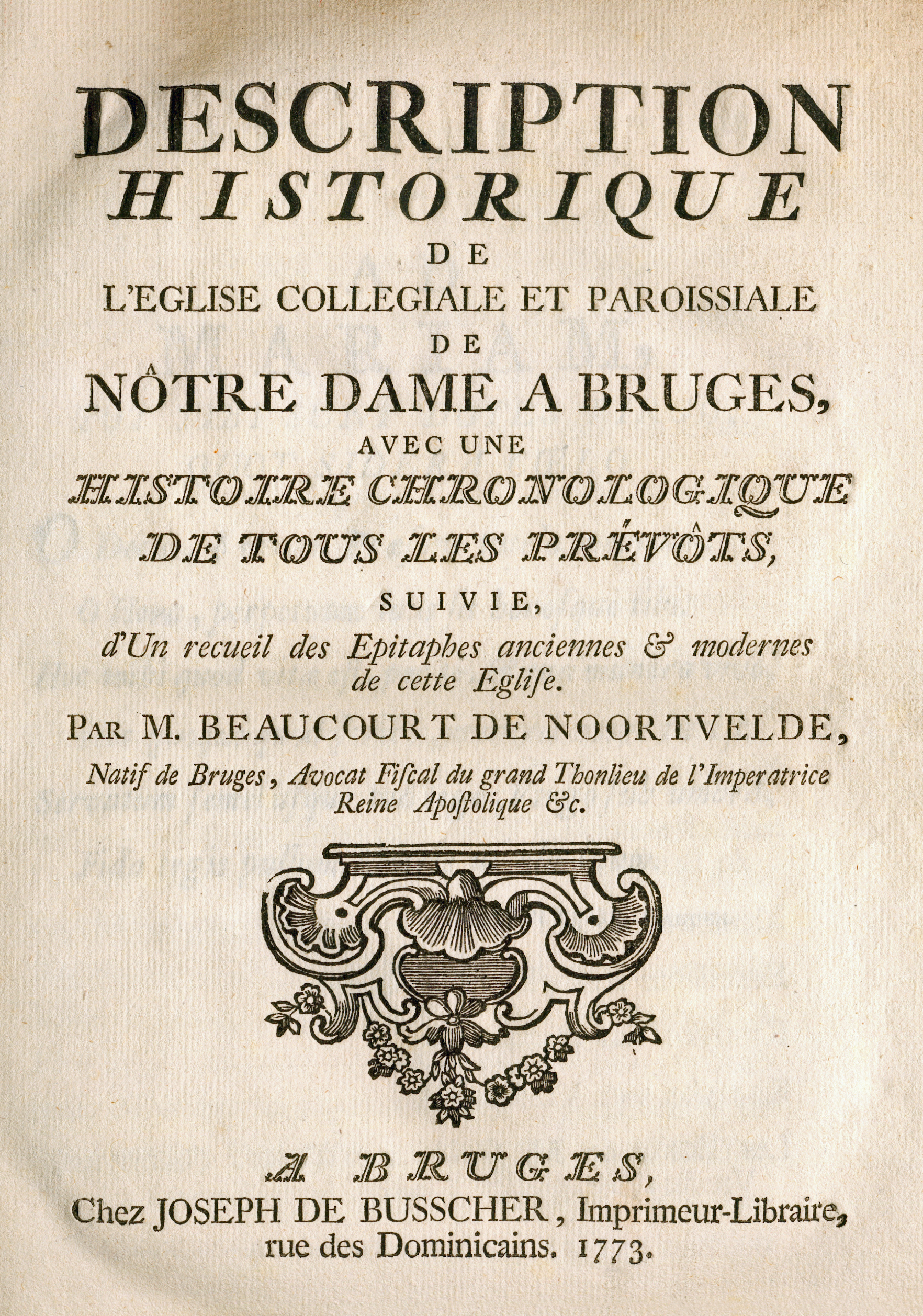
Titelpagina van Description historique de l'église de Notre Dame à Bruges (1773)

Patrice Antoine Beaucourt de Noortvelde de ter Heyde (Brugge, 8 januari 1720 – aldaar, 26 november 1795) was een Brugs jurist en historicus.

## Afkomst, Jeugd en familie
Beaucourt stamde uit een uit Artesië in Frankrijk afkomstige familie. De vader van Patrice was Jean-Laurent Beaucourt (Brugge, 3 augustus 1680-18 oktober 1743), keizerlijk wisselaar en goudsmid, vervaardiger van de Katte van Beversluys, de beroemde monstrans uit de Onze-Lieve-Vrouwekerk in Brugge. Zijn moeder was Anne-Thérèse Huwyn (Brugge, 9 april 1682-11 september 1756). Het gezin woonde in de Steenstraat. Patrice was de vijfde zoon in het gezin van tien kinderen.
Patrice-Antoine volgde de Latijns-Griekse humaniora aan het jezuïetencollege in Brugge en ging vervolgens studeren aan de Universiteit Leuven, waar hij in 1744 promoveerde tot licentiaat in de beide rechten. Hij trouwde op 22 juni 1745 met Marie-Caroline Toebast, dochter van de grootbaljuw van het feodaal hof in Brugge, Boudewijn Toebast. Haar moeder, Isabelle Stalins, stamde uit een Gelderse familie en was 'vrouwe' van Richebourg, Blanchove, Heupelbraeme, 's Gravendriessche en Heukelghem, titels die Patrice graag overnam, samen met de aan vaders zijde geërfde titel van heer van Ter Heyden. Deze in Vladslo gelegen heerlijkheid, met kasteel, werd zijn buitenverblijf. 
Het echtpaar kreeg zeven zoons:
- De oudste, advocaat Patrice-Mathieu Beaucourt (1746-1784), trouwde in eerste huwelijk met Isabelle Breydel (1751-1782), behorende tot de familie waarvan de leden zich tot de afstammelingen van de volksheld Jan Breydel rekenden, en vader Patrice was daar erg trots op. Patrice hertrouwde in 1783 met Thérèse Rossignol en overleed kort daarop.
  - Charles Beaucourt (1773-1846) werd notaris en burgemeester van Oostkamp.
- Pierre-Joseph Beaucourt (1747-1795) trouwde met Catherine Van den Hecke. Na de vroegtijdige dood van Patrice-Mathieu, werd hij de feodale erfgenaam van zijn vader, wat na de inlijving van de Zuidelijke Nederlanden in de Franse republiek uiteraard geen rechtsgevolgen meer had. Hun zoon Alexander Beaucourt († 1850) werd pleitbezorger. Hun dochter Catherine trouwde met haar neef Felix.
- Jean-Armand Beaucourt (1749-1807) trouwde met Anne Bivort (°1757). 
  - Hun zoon Felix Beaucourt (1779-1861) trouwde met zijn nicht Catherine Beaucourt (1775-1833). 
    - Zij waren de ouders van Auguste Beaucourt (1811-1893), die trouwde met Hélène Struye (1838-1895).
      - Zij waren op hun beurt de ouders van Robert de Beaucourt de Noordvelde.
- François Beaucourt (1750-1751).
- Nicolas Beaucourt (1753-1837).
- Bernard Beaucourt (1755-1838).
- Bruno Beaucourt (1758-1841).

Patrice-Antoine Beaucourt kocht in 1757 het leengoed Noordvelde, langs de Hogeweg in Sint-Andries bij Brugge. Hij bouwde er het kasteel dat hij, samen met het omringende domein, in 1774 aan zijn zoon Patrice schonk ter gelegenheid van zijn huwelijk. De zoon kende financiële problemen die als gevolg hadden dat domein Noordvelde in 1782 in beslag werd genomen en openbaar verkocht.

## Levensloop
Patrice-Antoine vestigde zich als advocaat in een herenhuis in de Oude Zak in Brugge en werd na enkele jaren benoemd tot 'advocaat fiscaal van de Grote Tol in Brugge'. Hij werd ook schepen van het Brugse Vrije en 'redenaar' van het Proosse.
Hij schreef Latijnse en Franse gedichten, die hem geen blijvende roem bezorgden. Zijn historische naspeuringen in het Brugse leidden tot verschillende publicaties waarin men bijzonderheden treft die men in andere studies niet vindt. Naast gepubliceerde werken, bleven van hem ongepubliceerde fragmenten bewaard, onder meer een begin van een 'Geschiedenis van Brugge'. Bleef ook in handschrift, bij gebrek aan belangstelling, zijn La Troye Belgique (1784, 900 blz.), een heldenepos ter ere van Brugge en het Brugse Vrije. Een kort uittreksel, onder de naam Guidonide, werd gepubliceerd en was ter ere van de Breydels geschreven.
In 1779 werd aan Beaucourt, als dichter en schrijver, hulde gebracht op de vooravond van zijn zestigste verjaardag. In 1795 vierde het paar zijn gouden huwelijksjubileum, met een feest op het Vladslose kasteel Ter Heyden. Kort daarop overleed Beacourt in Brugge. Hij werd in de Sint-Salvatorskerk begraven en op het kerkhof van deze kerk bijgezet.

## Publicaties
- Beschrijving der heerlijkhede en lande van den Proossche, Brugge, 1764.
- Description historique de l’église (…) de Notre Dame à Bruges, met: Histoire chronologique de tous les prévôts suivie d'un recueil des Epitaphes anciennes et modernes de cette église, Brugge, Joseph De Busscher, 1773
- Beschrijving van den opgank, voortgank en ondergank der Brugschen Koophandel, Brugge, J. De Busscher, 1775
- Mémoire sur les moyens de détruire la mendicité en rendant les mendiants utiles à l’état sans les rendre malheureux, 1777
- Jaarboecken van den Lande van den Vrijen, 1784, 3 delen
- Tableau fidèle des troubles et révolutions arrivés en Flandre et dans ses environs, depuis 1500 jusquà l'an 1584, époque de la réconciliation avec Philippe II, Brugge, François van Hese, 1792. -Herdruk, met inleiding en nota's door Octave Delepierre, Mons, 1845.
- Troja Belgica: Poëma Heroicum sub titulo Guidonidos, Bogaert, Brugge, 1794.